# Collida del general
Se denomina collida del general o taula del general a cada uno de los puestos fronterizos o aduanas existentes en el antiguo reino de Aragón, instaurados para la recaudación del derecho del General o impuesto de Generalidades, referentes al tránsito de mercancías entre los distintos reinos peninsulares.
A mediados del siglo XIV se establecieron 181 collidas agrupadas en seis circunscripciones llamadas Sobrecollidas y dos Taulas independientes, la de Zaragoza y la de Escatrón.
Al frente de cada collida estaba un collidor y al frente de cada sobrecollida un sobrecollidor.